# Dipartimento di Tivaouane
Il dipartimento di Tivaouane (fr. Département de Tivaouane) è un dipartimento del Senegal, appartenente alla regione di Thiès. Il capoluogo è la città di Tivaouane.
Si trova nella parte settentrionale della regione di Thiès, affacciato per un lungo tratto sulla Grande Côte.
Il dipartimento di Tivaouane è diviso in 3 comuni e 4 arrondissement:
- comuni:
  - Mboro
  - Mekhe
  - Tivaouane

- arrondissement:
  - Mérina Dakhar
  - Meouane
  - Niakhene
  - Pambal